# Castelo Branco (stad)
Castelo Branco (IPA: [kɐʃˈtɛlu ˈβɾɐ̃ku]) is een stad (cidade, freguesia) in de Portugese gemeente Castelo Branco en telt 31.242 inwoners (2001).
De stad is bekend om de met zijde geborduurde katoenen beddenspreien, de colchas. Overal in de stad vindt men de patronen van deze colchas terug in het plaveisel van de trottoirs die uit een mozaïek van witte en zwarte stenen bestaan, wat een typisch Portugees gebruik is. Onder de bezienswaardigheden valt de Jardim do Paço Episcopal; de tuinen van het 18e-eeuwse bisschoppelijke paleis, waarin tegenwoordig een museum is gevestigd. In de nabijheid van de stad ligt het omvangrijke internationale natuurpark Parque Natural do Tejo Internacional.

## Geschiedenis van Castelo Branco
De naam van de stad betekent letterlijk "Witte burcht". De oorspronkelijke door koning Dinis gebouwde vesting bestaat echter allang niet meer. De eerste vermelding van de stad dateert uit 1182. In deze tijd werd de naam van de stad gespeld als Castelobranco en als Castelo-Branco. De Tempeliers hebben als dank voor hun inzet tijdens de kruistochten In Castelo Branco gebied verkregen. Deze orde heeft in de 13e eeuw een kasteel gebouwd op de plek waar nu het bisschoppelijk paleis staat. In 1771, bij de oprichting van het bisdom Castelo Branco, verwierf Castelo Branco de status van stad. De stad was de hoofdstad van de oude Portugese provincie Beira Baixa.

## Sport
Castelo Branco is meermaals etappeplaats geweest in de wielerkoers Ronde van Portugal. Op 19 augustus 2024 was Castelo Branco aankomstplaats van de 3e etappe in de Ronde van Spanje en was de Belg Wout van Aert er ritwinnaar.